# Fillette de la Kirghizie soviétique
Fillette de la Kirghizie soviétique est un tableau du peintre soviétique Semyon Tchouikov, emblématique du réalisme soviétique.
Peint en 1948, le tableau représente une jeune fille en costume traditionnel kirghiz, tenant des cahiers et livres dans le bras gauche. Il donne à voir le progrès arrivant jusque dans les campagnes les plus reculées de l'URSS.
Le tableau est une huile sur carton, mesurant 47,5 cm sur 31,5. Il représente « une jeune fille kirghize confiante, déterminée et active, aux pommettes hautes, vue en contre-plongée, dominant le paysage de son pays natal, marchant vers l'avenir à grands pas, elle cherche la connaissance qui la libérera de la fatalité orientale qui maintenait ses ancêtres maternels en servitude ». Il est reproduit dans de nombreux manuels scolaires soviétiques.
Marquant la victoire de l'idéologie capitaliste sur sa concurrente communiste, en 2014, ce tableau est reproduit sous forme de fresque sur une façade d'école à Bichkek, de manière détournée, les livres étant remplacés par un iPad. Sa réalisation a été financée par l'ambassade des États-Unis d'Amérique.

## Source
- Chris Rickleton (trad. de l'anglais par Suzanne Lehn), « La fillette kirghize, emblème de l'ère soviétique, aura un iPad », Rue89, 29 août 2014 (consulté le 26 avril 2014).